# Omegandra kanisii
Omegandra es un género monotípico de fanerógamas pertenecientes a la familia Amaranthaceae. Su única especie: Omegandra kanisii, es originaria de Australia en Queensland.

## Taxonomía
Omegandra kanisii fue descrita por G.J.Leach & C.C.Towns. y publicado en Kew Bulletin 48(4): 787. 1993.